# Quiñenco
Quiñenco ist eines der größten Unternehmenskonglomerate Chiles, das auf Investitionen in Unternehmen des industriellen und finanziellen Sektors spezialisiert ist. Quiñenco wurde 1957 von Andrónico Luksic Abaroa gegründet und gehört der Luksic Group.
Die Holding ist an der Börse in Santiago notiert und die Familie Luksic hält 81 % daran. Laut einer Rangliste der Wirtschaftszeitschrift Forbes ist die Familie Luksic die reichste Familie Chiles. Seit 2013 ist Andrónico Luksic Craig Verwaltungsratsvorsitzender von Quiñenco.

## Unternehmen
Das Unternehmen hat sechs Geschäftsbereiche: Finanzdienstleistungen, Getränke und Lebensmittel, Industrie, Energie, Transport sowie Häfen und Seefahrt. Es beschäftigt in Chile und weltweit etwa 68.000 Mitarbeiter und erwirtschaftete mit seinen operativen Gesellschaften im Jahr 2015 einen Umsatz von über 24,4 Mrd. US-Dollar.
Wichtige Tochtergesellschaften, mit Prozentangabe der Kapitalbeteiligung von Quiñenco, sind:
- Banco de Chile (51,1 %) – Chiles ertragsstärkste Bank
- Inversiones y Rentas S.A. – Joint-Venture mit Heineken, hält 60 % an Compañía de Cervecerías Unidas,[7] dem größten Bierproduzenten Chiles
- TechPack (65,9 %) – Verpackungshersteller, einer der ältesten Industriekonzerne in Chile
- CSAV (56 %) – ehemals größte Reederei Lateinamerikas, größter Aktionär der Reederei Hapag-Lloyd[8]
- SM SAAM (50,8 %) – die Nummer 1 unter den Hafenbetreibern Lateinamerikas und die Nummer 4 unter den Schlepperdiensten weltweit
- Nexans (28,8 %) – weltweit führender Kabelhersteller
- Enex (100 %) – zweitgrößter Treibstofflieferant Chiles

In den 2000er Jahren ist der Wert des Quiñenco-Vermögens um das 10-Fache gestiegen. Niedrige Verschuldung ermöglichte es dem Unternehmen, in neue Geschäftsfelder zu investieren. Quiñenco unterhält Partnerschaften mit internationalen Konzernen. Beispiele sind die Kooperation der Tochter CCU für Lebensmittel und Getränke mit Heineken, Nestlé und Pepsi, die Zusammenarbeit von Banco de Chile mit der Citibank und die Kooperation mit Shell bei ENEX, der Nummer 2 unter Chiles Tankstellenketten.